# Engelbert Strauch
Engelbert Strauch (ros. Энгельберт Мадисович Штраух, ur. 2 lutego 1896 w Helsinkach, zm. 21 kwietnia 1938) – fiński komunista, radziecki polityk i działacz partyjny.

## Życiorys
Od 1912 działał w SDPRR(b), od 1918 przewodniczący omskiego gubernialnego kolegium aprowizacyjnego, później komisarz Omska ds. aprowizacyjnych, do 1921 zastępca komisarza ds. aprowizacji guberni omskiej, 1921-1922sekretarz Rosyjskiego Biura KPE. Od 6 października 1921 do 24 września 1922 członek KC KPE, od 1921 pracownik Ludowego Komisariatu ds. Żywności RFSRR, 1926-1928 przewodniczący gubernialnej komisji kontrolnej WKP(b) w Orle. Od 19 grudnia 1927 do 26 stycznia 1934 członek Centralnej Komisji Kontrolnej WKP(b), 1928-1929 zastępca przewodniczącego Centralno-Czarnoziemskiej Komisji Kontrolnej WKP(b), od 1930 członek Kolegium Ludowego Komisariatu Inspekcji Robotniczo-Chłopskiej RFSRR, później pracował w Zjednoczeniu Wydawnictw Państwowych.
22 listopada 1937 aresztowany, 21 kwietnia 1938 skazany na śmierć przez Wojskowe Kolegium Sądu Najwyższego ZSRR pod zarzutem szpiegostwa i udziału w kontrrewolucyjnej organizacji i rozstrzelany. 1 września 1956 pośmiertnie zrehabilitowany.